# Communauté de communes Brionnais Sud Bourgogne
Die Communauté de communes Brionnais Sud Bourgogne ist ein französischer Gemeindeverband mit der Rechtsform einer Communauté de communes im Département Saône-et-Loire in der Region Bourgogne-Franche-Comté. Sie wurde am 9. Dezember 2016 gegründet und umfasst 29 Gemeinden. Der Verwaltungssitz befindet sich im Ort Chauffailles.

## Historische Entwicklung
Der Gemeindeverband entstand mit Wirkung vom 1. Januar 2017 durch die Fusion der Vorgängerorganisationen
- Communauté de communes du Pays Clayettois und
- Communauté de communes du Sud Brionnais.[3]

In seiner Sitzung am 10. Dezember 2020 beschloss der Rat des Gemeindeverbands den bisherigen Namen Communauté de communes La Clayette Chauffailles en Brionnais auf den aktuellen Namen zu ändern.

## Mitgliedsgemeinden
| Gemeinde                                       | Einwohner 1. Januar 2022 | Fläche km² | Dichte Einw./km² | Code INSEE | Postleitzahl |
| ---------------------------------------------- | ------------------------ | ---------- | ---------------- | ---------- | ------------ |
| Amanzé                                         | 195                      | 11,29      | 17               | 71006      | 71800        |
| Anglure-sous-Dun                               | 146                      | 7,00       | 21               | 71008      | 71170        |
| Baudemont                                      | 627                      | 7,97       | 79               | 71022      | 71800        |
| Bois-Sainte-Marie                              | 185                      | 2,69       | 69               | 71041      | 71800        |
| Chassigny-sous-Dun                             | 558                      | 13,28      | 42               | 71110      | 71170        |
| Châteauneuf                                    | 89                       | 1,34       | 66               | 71113      | 71740        |
| Châtenay                                       | 168                      | 8,07       | 21               | 71116      | 71800        |
| Chauffailles                                   | 3.656                    | 22,63      | 162              | 71120      | 71170        |
| Colombier-en-Brionnais                         | 314                      | 13,37      | 23               | 71141      | 71800        |
| Coublanc                                       | 839                      | 8,76       | 96               | 71148      | 71170        |
| Curbigny                                       | 306                      | 9,64       | 32               | 71160      | 71800        |
| Dyo                                            | 325                      | 15,80      | 21               | 71185      | 71800        |
| Gibles                                         | 569                      | 19,66      | 29               | 71218      | 71800        |
| La Chapelle-sous-Dun                           | 432                      | 8,51       | 51               | 71095      | 71800        |
| La Clayette                                    | 1.596                    | 3,12       | 512              | 71133      | 71800        |
| Mussy-sous-Dun                                 | 330                      | 10,00      | 33               | 71327      | 71170        |
| Ouroux-sous-le-Bois-Sainte-Marie               | 66                       | 4,80       | 14               | 71335      | 71800        |
| Saint-Edmond                                   | 426                      | 10,38      | 41               | 71408      | 71740        |
| Saint-Germain-en-Brionnais                     | 177                      | 5,96       | 30               | 71421      | 71800        |
| Saint-Igny-de-Roche                            | 776                      | 7,94       | 98               | 71428      | 71170        |
| Saint-Laurent-en-Brionnais                     | 325                      | 12,98      | 25               | 71437      | 71800        |
| Saint-Martin-de-Lixy                           | 92                       | 4,19       | 22               | 71451      | 71740        |
| Saint-Maurice-lès-Châteauneuf                  | 595                      | 10,84      | 55               | 71463      | 71740        |
| Saint-Racho                                    | 150                      | 10,57      | 14               | 71473      | 71800        |
| Saint-Symphorien-des-Bois                      | 412                      | 10,65      | 39               | 71483      | 71800        |
| Tancon                                         | 556                      | 9,48       | 59               | 71533      | 71740        |
| Vareilles                                      | 279                      | 8,62       | 32               | 71553      | 71800        |
| Varennes-sous-Dun                              | 525                      | 17,76      | 30               | 71559      | 71800        |
| Vauban                                         | 236                      | 13,63      | 17               | 71561      | 71800        |
| Communauté de communes Brionnais Sud Bourgogne | 14.950                   | 290,93     | 51               | –          | –            |